# LXQt
LXQt – środowisko graficzne zrealizowane jako wolne oprogramowanie dla uniksopodobnych systemów operacyjnych oraz innych zgodnych z POSIX systemów, w tym Linux i BSD. LXQt powstało dzięki współpracy twórców środowisk graficznych LXDE-QT i Razor-qt i połączeniu obu projektów w jeden.

## Dystrybucje używające LXQt/LXDE-Qt[2]
- EndeavourOS
- Debian
- Manjaro Linux
- Fedora
- openSUSE
- NixOS
- SparkyLinux
- Mageia
- Alpine Linux
- Devuan
- Lubuntu
- blendOS
- ALT Linux
- SpiralLinux
- Artix Linux
- Emmabuntüs
- GeckoLinux
- openmamba GNU/Linux
- NuTyX
- siduction
- Calculate Linux
- ROSA
- ExTiX
- Porteus
- Debian Edu /SkoleLinux
- Funtoo Linux
- OSGeoLive
- Kaisen Linux
- Ubuntu DesktopPack
- Zephix
- Plamo Linux
- Slint
- PakOS